# Myng
Myng ist ein deutscher Rapper aus Berlin. 2021 trat er mit seinem Album Never Die Alone erstmals in den Charts in Erscheinung.

## Biografie
Über Myng ist nicht viel bekannt. Biografische Informationen sind nicht vorhanden, er ist immer mit verschiedenfarbigen Gesichtsvollmasken zu sehen und Veröffentlichungen erfolgen über sein eigenes Label Wer zuletzt lacht. Im März 2020 stellte er bei YouTube seinen ersten Song Opinel online. Die zweite Veröffentlichung Painkiller wurde dann schon der Titelsong seines Debütalbums, das Ende des Jahres herauskam.
Mit weiteren Songs wuchs 2021 seine Bekanntheit und Ende September ließ er sein zweites Album Never Die Alone folgen. Ohne einen vorherigen Singlehit stieg das Album auf Platz 1 der deutschen HipHop-Charts und auf Platz 9 der offiziellen Albumcharts ein. Mit seinem dritten Album Syndikat erreichte er im Frühjahr 2022 Platz 11.

## Diskografie
Alben
- Painkiller (2020)
- Never Die Alone (2021)
- Syndikat (2022)
- The Great Reset (2025)

EPs
- Dirty Boy EP (2022)
- Vernissage EP (2023)

Mixtapes
- Crime Time Mixtape (2023)
- Crime Time Mixtape, Vol. 2 (2025)

Lieder
- Play-Doh (2022)
- Käsesauce mit Lays (2022)
- Es beißt dich (2023)
- Calypso (2024)